# 音波砲
音波砲（おんぱほう）は、第二次世界大戦中にドイツ軍が試作した対空兵器。メタンと酸素を混合した気体を燃焼室で連続的に爆発させ、生じた音波を共鳴により増幅して発射することで、目標航空機の搭乗員に打撃を与えようという計画だった。
動物実験などが行われたが実戦に使用されることは無かった。